# Помазан, Арнольд Кондратьевич
Арнольд Кондратьевич Помазан (бел. Арнольд Кандратавіч Памазан; род. 14 июня 1939, Комсомольск-на-Амуре, Хабаровский край, СССР) — советский и белорусский театральный и киноактёр. Заслуженный артист Белорусской ССР (1980). Народный артист Белоруссии (1999).

## Биография
Родился 14 июня 1939 года в Комсомольске-на-Амуре.
В 1967 году окончил Белорусский театрально-художественный институт (курс Г. Кочеткова и Б. Эрина).
В 1967—2020 годах — актёр Белорусского театра имени Янки Купалы.
В 1980 году получил звание Заслуженного артиста Белорусской ССР, в 1999 году — Народного артиста Белоруссии.

## Роли

### В театре
- Павлинка / Паўлінка — Адольф Быковский
- Кто смеётся последним / Хто смяецца апошнім — Чарновус
- Погарельци / Пагарэльцы — Гарик
- Написанные останки / Напісанае застаецца — Отказник
- Выходи замуж — не грусти / Ажаніцца — не журыцца — Михалка
- Перепелиный крик / Плач перапёлкі — Подерин
- Порог / Парог — Буслай
- Гроза / Навальніца — Кудраш
- Ревизор / Рэвізор — купец Абдулин
- Валенсийские безумцы / Валенсіянскія вар'яты — Мартен
- Безымянная звезда / Безыменная зорка — Удра
- Оптимистическая трагедия / Аптымістычная трагедыя — Главарь пополнения анархистов
- Традиционный сбор / Традыцыйны збор — Игар
- Аленький цветочек / Пунсовая кветачка — Баба Яга
- Закон вечности / Закон вечнасці — Манучар Киквадзе
- Пляж / Бераг — Мяженин
- Кошка, бродящая сама по себе / Кошка, якая сама па сабе блукае — мужчина
- Мсье Амилькар, или Человек, который платит / Месье Амількар, альбо Чалавек, які плаціць — Маше
- Идиллия / Ідылія — Наум Приговорка
- Предательство и любовь / Каварства і любоў — Гофмаршал фон Кальб
- Князь Витовт / Князь Вітаўт — крестьянин
- Лес — Бадаев
- Вкус яблока / Смак яблыка — Майкл Гаммон
- Ромул Великий / Ромул Вялікі — военный министр Марес
- Муж для поэтессы / Муж для паэтэсы — настоящий мужчина
- Кьогьявские стычки / К'ёджаўскія перабрэхі — Падрон Тони
- Сон в волшебную ночь посередине лета / Сон у чарадзейную ноч пасярэдзіне лета — Эгей
- Здешние / Тутэйшыя — поп
- Павлинка / Паўлінка — Пранцис Пустаревич
- Поминальная молитва / Памінальная малітва — Лейзер-Вольф
- Страсти по Авдею / Страсці па Аўдзею — Еленка
- Чичиков / Чычыкаў — губернатор
- Симон-музыка / Сымон-музыка — дед Данила
- Маэстро / Маэстра — Мануильский

### В кино
- 1967 — Война под крышами — эпизод (нет в титрах)
- 1968 — Годен к нестроевой — эпизод (нет в титрах)
- 1968 — Иван Макарович — эпизод (нет в титрах)
- 1969 — Мы с Вулканом — эпизод (нет в титрах)
- 1969 — Я, Франциск Скорина… — эпизод (нет в титрах)
- 1970 — Счастливый человек — эпизод (нет в титрах)
- 1971 — Полонез Огинского — эпизод (нет в титрах)
- 1971 — Про плотников — плотник
- 1972 — Золотое крыльцо — эпизод (нет в титрах)
- 1972 — После ярмарки — эпизод (нет в титрах)
- 1972 — Хроника ночи — стюард
- 1973 — И смех, и беда
- 1974 — Великий укротитель — клоун Иван
- 1976 — Судьба барабанщика — сын старухи
- 1976 — Маринка, Янка и тайны королевского замка — эпизод
- 1976 — Время выбрало нас — Игнат
- 1977 — В профиль и анфас — эпизод
- 1977 — Три весёлые смены — участник торжественной линейки
- 1977 — Чёрная берёза — эпизод (нет в титрах)
- 1978 — Пуск — член бригады Гридина
- 1980 — Аистёнок — Андреич
- 1980 — Возьму твою боль — Дремако
- 1981 — Контрольная по специальности — продавец
- 1982 — Безымянные
- 1982 — Чужая вотчина — эпизод (нет в титрах)
- 1983 — Павлинка — пан Быковский
- 1985 — Друзей не выбирают — эпизод
- 1986 — Знак беды — эпизод
- 1987 — Пуща — Рысев
- 1988 — Все кого-то любят… — эпизод
- 1989 — Птицам крылья не в тягость
- 1992 — Интерпол — эпизод
- 1994 — Эпилог — художник
- 1994 — Клетка обезьяны — Гордей
- 1995 — Сын за отца
- 1996 — Из ада в ад — еврей
- 1997 — Моё дело телячье… — эпизод
- 1998 — Зал ожидания — эпизод
- 1999 — Каменская — эпизод
- 2000 — В августе 44-го — эпизод
- 2001 — Свежина с салютом — участковый
- 2002 — Между жизнью и смертью — Шульга старший
- 2004 — Вам — задание
- 2004 — Тёмная ночь — эпизод
- 2010 — Око за око — Шульга
- 2012 — Во саду ли, в огороде — эпизод
- 2012 — Белые волки — губернатор

## Награды
- 1980 — Заслуженный артист Белорусской ССР
- 1999 — Народный артист Белоруссии
- 2007 — Кристальная Павлинка
- 2020 — Орден Франциска Скорины[1]